# Hörgertshausener Bach
Der Hörgertshausener Bach ist ein Bach im Landkreis Freising in Oberbayern, der in den Mauerner Bach mündet. Der Bach ist von seiner Quelle in Hausmehring 8,99 Kilometer lang und hat ein Einzugsgebiet von 32,06 Quadratkilometern. Er fließt durch die Gemeinden Nandlstadt, Hörgertshausen und Mauern.

## Verlauf
Der Hörgertshausener Bach entsteht auf einer Höhe von 480 m ü. NHN als Entwässerungsgraben im, zum Markt Nandlstadt gehörigen, Dorf Hausmehring und heißt offiziell, bis zum Erreichen des Dorfgebietes Hörgertshausen, Albaner Bach, nach dem am Bachlauf befindlichen Kirchdorf und ehemaligen Wallfahrtsort Sankt Alban. Die Fließrichtung ist vorwiegend südöstlich. Er mündet im Ort Mauern in den Mauerner Bach auf einer Höhe von 435 m ü. NHN. Dieser mündet wiederum nach einigen Kilometern in die Amper.

## Zuflüsse
Da sich das Tal nur einige Male nach Norden hin öffnet, fließen alle Zugänge von links zu.
| von links          | von rechts |
| ------------------ | ---------- |
| Haslreuther Graben |            |
| Enghausener Bach   |            |